# Arquidiócesis de Fort-de-France
La arquidiócesis de Fort-de-France o de Saint-Pierre y Fort-de-France (en latín: Archidioecesis Sancti Petri et Arcis Gallicae y en francés: Archidiocèse de Saint-Pierre et Fort-de-France) es una circunscripción eclesiástica de la Iglesia católica en Martinica. Se trata de una arquidiócesis latina, sede metropolitana de la provincia eclesiástica de Fort-de-France. Desde el 7 de marzo de 2015 su arzobispo David Macaire, O.P..

## Territorio

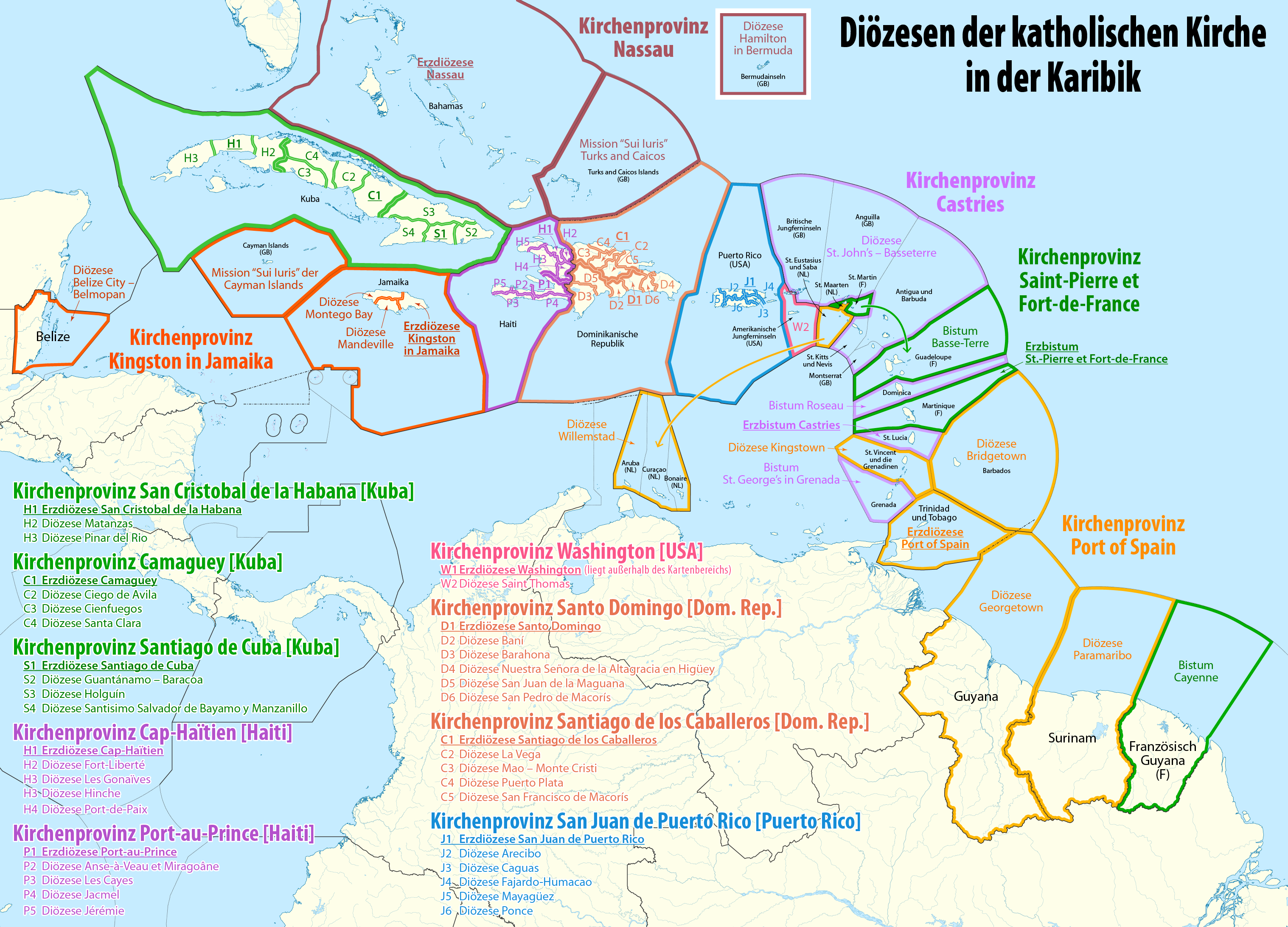
Mapa de las provincias y diócesis de las Antillas (en alemán)

La arquidiócesis tiene 1128 km² y extiende su jurisdicción sobre los fieles católicos de rito latino residentes en Martinica, una región y departamento de ultramar de Francia en las Antillas Menores. La arquidiócesis tiene como vecinas: al norte la diócesis de Roseau y al sur la arquidiócesis de Castries.

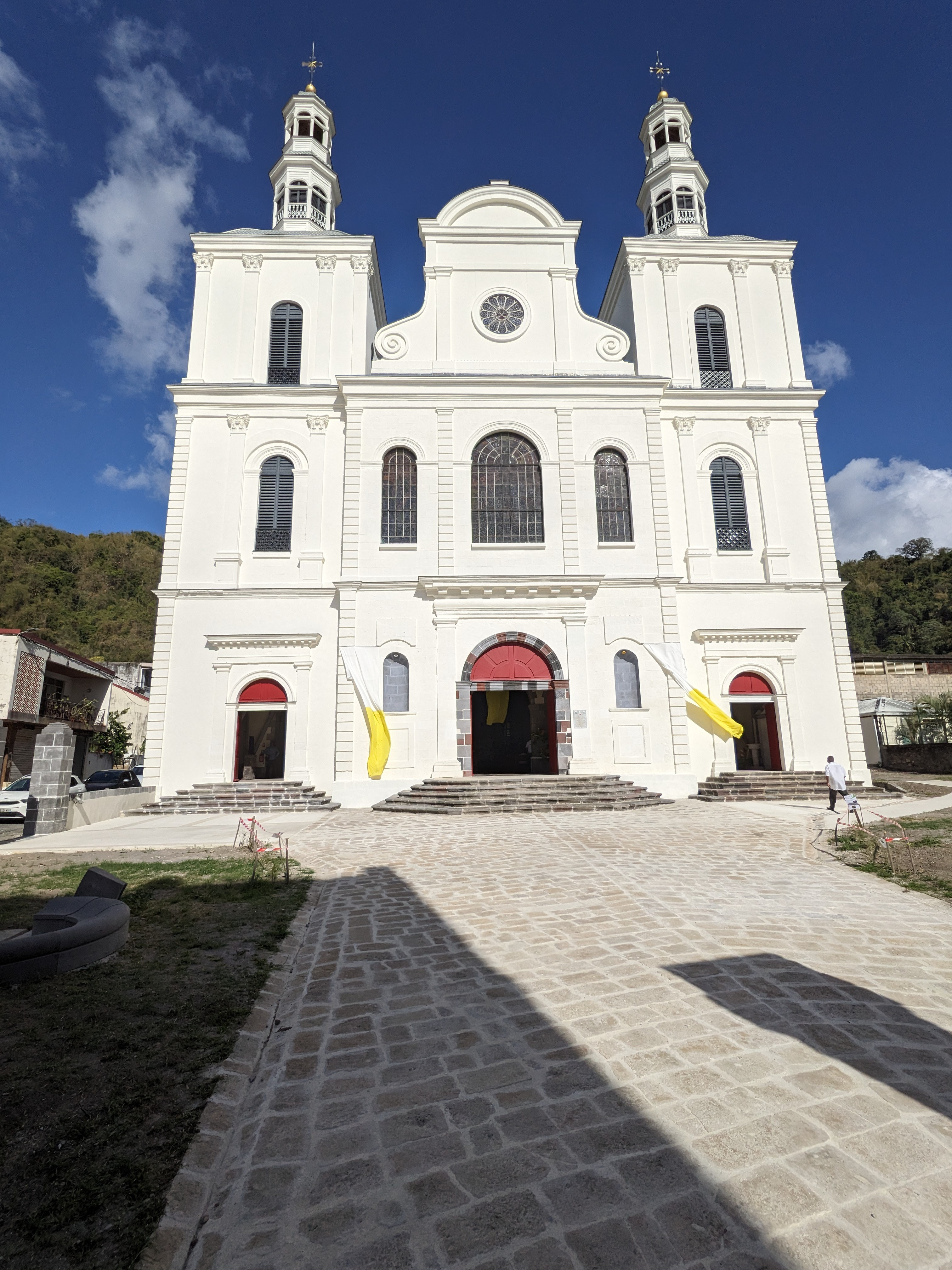
Concatedral de Nuestra Señora de la Asunción, en Saint-Pierre

La sede de la arquidiócesis se encuentra en la ciudad de Fort-de-France, en donde se halla la Catedral de San Luis. En Saint-Pierre se halla la Concatedral de Nuestra Señora de la Asunción, consagrada en 1859 con el nombre de Catedral de Nuestra Señora del Buen Puerto, fue destruida el 8 de mayo de 1902 por la erupción del monte Pelée y reinaugurada el 2 de abril de 2024.
La arquidiócesis tiene como sufragáneas a las diócesis de Basse-Terre y Cayena.
En 2023 en la arquidiócesis existían 47 parroquias y 7 misiones.

## Historia
Los jesuitas establecieron la primera misión para la evangelización de Martinica en 1640, dirigida por los padres Bouton y Hempteau.
La prefectura apostólica de las Islas y Tierra Firme fue erigida en 1643. Comprendía todos los territorios franceses de las Antillas y la Guayana Francesa.
En 1654 los padres Ceubergeon y Gueimu fueron asesinados por la población local en rebelión.
En diciembre de 1731 cedió una porción de su territorio para la erección de la prefectura apostólica de la Guayana Francesa (hoy diócesis de Cayena), separando en dos circunscripciones eclesiásticas las Antillas Francesas y la Tierra Firme.

### Diócesis
El 27 de septiembre de 1850, mediante la bula Cum omnia del papa Pío IX, la prefectura apostólica fue elevada a la categoría de diócesis, sufragánea de la arquidiócesis de Burdeos y asumió el nombre de diócesis de Martinica. Al mismo tiempo cedió una porción de su territorio para la erección de la diócesis de Guadalupe y Basse-Terre (hoy diócesis de Basse-Terre).
El 12 de septiembre de 1853 la sede episcopal fue trasladada a Saint-Pierre, que era entonces la capital económica e intelectual de la isla, pero tras la catastrófica erupción volcánica del monte Pelée el 8 de mayo de 1902 volvió a Fort-de-France. Desde su entonces, la diócesis tomó el nombre de Saint-Pierre y Fort de France o Martinica. Desde 1905 pasó a estar inmediatamente sujeta a la Santa Sede.

### Arquidiócesis
El 26 de septiembre de 1967 la diócesis fue elevada al rango de arquidiócesis metropolitana mediante la bula Quod Christus del papa Pablo VI, tomando el nombre de Saint-Pierre y Fort de France.

## Estadísticas
Según el Anuario Pontificio 2024 la arquidiócesis tenía a fines de 2023 un total de 302 486 fieles bautizados.
| Año                                                                             | Población            | Población | Población      | Sacerdotes | Sacerdotes    | Sacerdotes    | Bautizados por sacerdote | Diáconos permanentes | Religiosos | Religiosos | Parroquias |
| Año                                                                             | Bautizados católicos | Total     | % de católicos | Total      | Clero secular | Clero regular | Bautizados por sacerdote | Diáconos permanentes | Varones    | Mujeres    | Parroquias |
| ------------------------------------------------------------------------------- | -------------------- | --------- | -------------- | ---------- | ------------- | ------------- | ------------------------ | -------------------- | ---------- | ---------- | ---------- |
| 1948                                                                            | 258 000              | 261 595   | 98.6           | 93         | 43            | 50            | 2774                     |                      | 55         | 160        | 41         |
| 1966                                                                            | 320 000              | 330 000   | 97.0           | 122        | 59            | 63            | 2622                     |                      | 86         | 247        | 46         |
| 1970                                                                            | 300 000              | 320 000   | 93.8           | 131        | 66            | 65            | 2290                     |                      | 86         | 249        | 46         |
| 1976                                                                            | 290 000              | 324 832   | 89.3           | 100        | 46            | 54            | 2900                     |                      | 71         | 220        | 47         |
| 1980                                                                            | 290 000              | 320 000   | 90.6           | 97         | 45            | 52            | 2989                     |                      | 66         | 210        | 47         |
| 1990                                                                            | 300 000              | 339 000   | 88.5           | 72         | 38            | 34            | 4166                     |                      | 43         | 213        | 47         |
| 1999                                                                            | 280 000              | 359 800   | 77.8           | 65         | 38            | 27            | 4307                     |                      | 37         | 217        | 47         |
| 2000                                                                            | 297 515              | 381 427   | 78.0           | 68         | 44            | 24            | 4375                     |                      | 35         | 224        | 47         |
| 2001                                                                            | 297 515              | 381 427   | 78.0           | 63         | 38            | 25            | 4722                     |                      | 36         | 229        | 47         |
| 2002                                                                            | 297 515              | 381 427   | 78.0           | 60         | 34            | 26            | 4958                     |                      | 37         | 218        | 45         |
| 2003                                                                            | 297 515              | 381 427   | 78.0           | 62         | 35            | 27            | 4798                     |                      | 38         | 183        | 47         |
| 2004                                                                            | 297 515              | 381 427   | 78.0           | 62         | 35            | 27            | 4798                     |                      | 37         | 178        | 47         |
| 2006                                                                            | 312 000              | 390 000   | 80.0           | 58         | 35            | 23            | 5379                     | 3                    | 33         | 171        | 47         |
| 2013                                                                            | 312 296              | 390 371   | 80.0           | 54         | 44            | 10            | 5783                     | 12                   | 19         | 142        | 47         |
| 2016                                                                            | 322 700              | 393 500   | 82.0           | 50         | 38            | 12            | 6454                     | 12                   | 32         | 146        | 47         |
| 2019                                                                            | 344 196              | 395 628   | 87.0           | 69         | 51            | 18            | 4988                     | 12                   | 33         | 116        | 47         |
| 2021                                                                            | 319 101              | 368 783   | 86.5           | 60         | 42            | 18            | 5318                     | 11                   | 34         | 116        | 47         |
| 2023                                                                            | 302 486              | 347 686   | 87.0           | 65         | 46            | 19            | 4653                     | 10                   | 32         | 107        | 47         |
| Fuente: Catholic-Hierarchy, que a su vez toma los datos del Anuario Pontificio. |                      |           |                |            |               |               |                          |                      |            |            |            |

### Vida consagrada
En el territorio de la diócesis, desempeñan su labor carismática religiosos y religiosas, de varios institutos de vida consagrada y sociedades de vida apostólica, entre otros, están presentes en Fort-de-France: las Hermanas de San José de Cluny, las Hermanas Dominicas Misioneras de Nuestra Señora de La Delivrande, la Orden de San Benito y los Focolares de la Caridad.

## Episcopologio

### Obispos
- Etienne Jean François Le Herpeur † (3 de octubre de 1850-13 de abril de 1858 falleció)[6]
- Louis-Martin Porchez † (24 de junio de 1858-11 de junio de 1860 falleció)
  - Sede vacante (1860-1871)
- Amand-Joseph Fava † (25 de enero de 1871-3 de agosto de 1875 nombrado obispo de Grenoble)
- Julien-François-Pierre Carmené † (24 de agosto de 1875-30 de agosto de 1897 renunció[nota 1])
- Étienne-Joseph-Frédéric Tanoux † (5 de febrero de 1898-22 de noviembre de 1899 falleció)
- Maurice-Charles-Alfred de Cormont † (7 de diciembre de 1899-27 de noviembre de 1911 nombrado obispo de Aire)
- Joseph Félix François Malleret, C.S.Sp. † (3 de febrero de 1912-25 de junio de 1914 falleció)
- Paul-Louis-Joseph Lequien † (15 de marzo de 1915-5 de enero de 1941 falleció)
- Henri-Marie-François Varin de la Brunelière, C.S.Sp. † (24 de octubre de 1941-4 de julio de 1972 nombrado arzobispo)

### Arzobispos

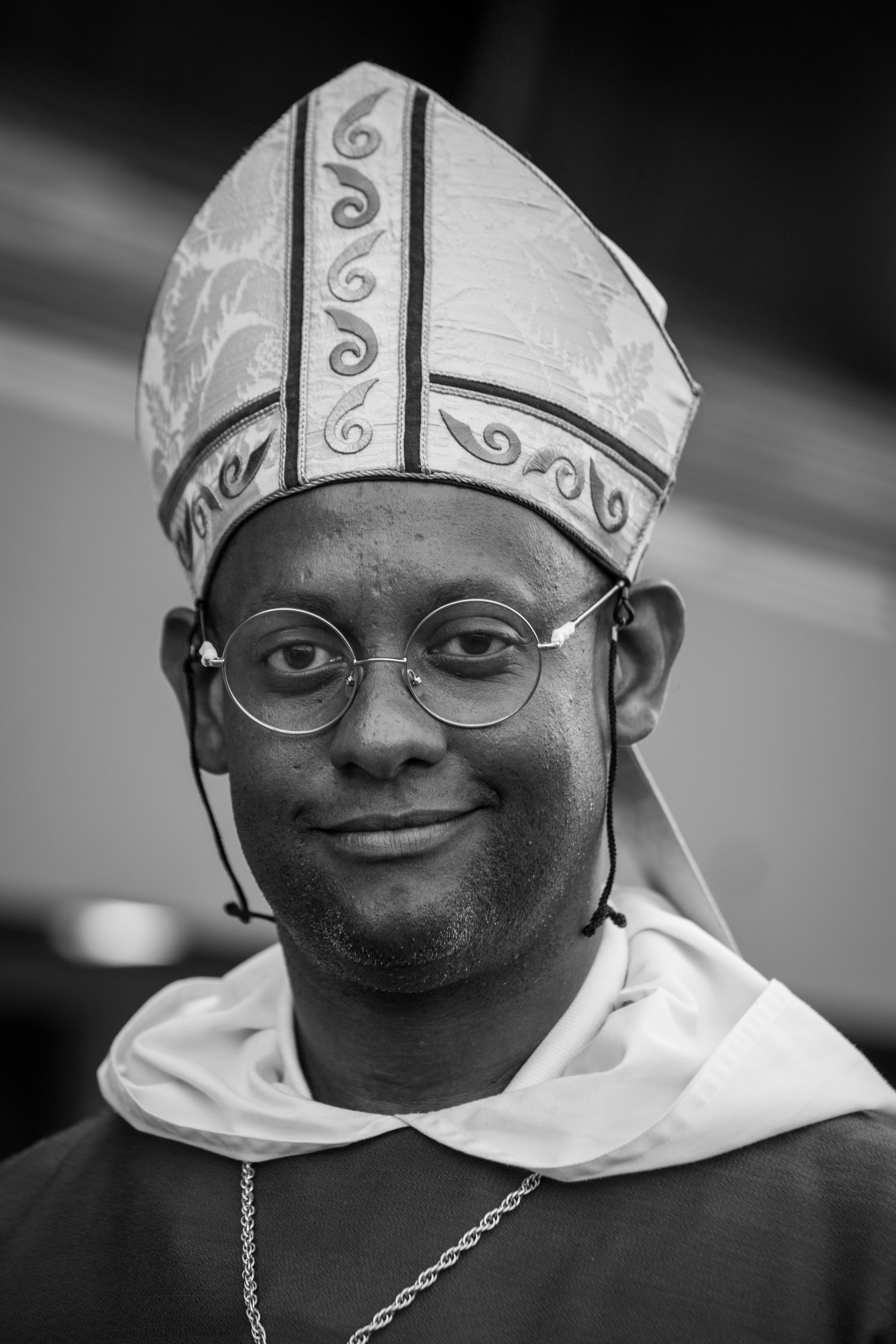
David Macaire, arzobispo de Fort-de-France desde 2015

- Henri-Marie-François Varin de la Brunelière, C.S.Sp. † (4 de julio de 1972-4 de julio de 1972 retirado)
- Maurice Rigobert Marie-Sainte † (4 de julio de 1972-8 de enero de 2004 retirado)
- Gilbert Marie Michel Méranville (8 de enero de 2004-7 de marzo de 2015 retirado)
- David Macaire, O.P., desde el 7 de marzo de 2015